# Vaksala SK
Vaksala SK bildades den 1 mars 2002 och är en idrottsförening i Uppsala som bildades genom en sammanslagning av Stäppens IF och SK Servia. Vaksala SK:s upptagningsområde är huvudsakligen barn och ungdomar från Salabacke, Årsta, Lindbacken och Slavsta. Vaksala SK:s matchfärger är gul tröja, svarta shorts och gula strumpor.
Vaksala SK består i dag av ett fyrtiotal fotbollslag från 6 år och uppåt. Vaksala SK har även en innebandysektion som startade år 2007.
Hemmaplan för Vaksalas fotbollslag är Årsta IP. Vaksala SK blev 2006 utsedd till årets ungdomsförening i Svenska Rikslotteriets TV-gala "Våra Eldsjälar".

## Ungdomsverksamhet
Vaksala SK har en av Uppsalas största ungdomsverksamheter.
Av Vaksalas ungdomslag så har framförallt F97 skördat stora framgångar då de bland annat vunnit guld i Gothia Cup både 2010 och 2014. 2010 vann de även den pojkserie de spelade i.
Vaksala SK arrangerar årligen fotbollscupen Parkcupen, som är en fotbollscup för ungdomslag och som 2011 går av stapeln för det 29:e året i rad.

## Seniorfotboll
Vaksala SK representationslag herrar spelar säsongen 2021 i Uppland Herr Div 5 Södra. Damernas representationslag spelar säsongen 2021 i upplands Dam Div 5 Södra.
Tidigare resultat herrar
- 2006 - Division 6 Västra Herrar Uppland, 3:e plats.
- 2007 - Division 6 Södra Herrar Uppland, 4:e plats.
- 2008 - Division 6 Östra Herrar Uppland, 6:e plats.
- 2009 - Division 6 Västra Herrar Uppland, 7:e plats.
- 2010 - Division 6 Södra Herrar Uppland, 3:e plats.
- 2011 - Division 6 Västra Herrar Uppland, 2:a plats, uppflyttning.
- 2012 - Division 5 Östra Herrar Uppland, 4:e plats.
- 2013 - Division 5 Norra Herrar Uppland, 6:e plats.
- 2014 - Division 5 Södra Herrar Uppland, 2:a plats.
- 2015 - Division 5 Norra Herrar Uppland, 1:a plats, uppflyttning.
- 2016 - Division 4 Uppland, 2:a plats, kval - uppflyttning.
- 2017 - Division 3 Östra Svealand, 5:e plats.

Tidigare resultat damer
- 2006 - Division 3 Damer Uppland, 6:e plats.
- 2007 - Division 3 Damer Uppland, 6:e plats.
- 2008 - Division 3 Damer Uppland, 4:e plats.
- 2009 - Division 3 Damer Uppland, 2:a plats.
- 2010 - Division 3 Damer Uppland, 9:e plats, nedflyttning.
- 2011 - Division 4  Östra Damer Uppland, 1:a plats, uppflyttning.

## Kända spelare från Vaksala SK
Linda Sembrant påbörjade sin fotbollskarriär i SK Servia och utveckades till elitspelare i Bälinge IF. Klebér Saarenpääs moderklubb är Stäppens IF som han började spela år 1981 när han var 6 år gammal och spelade där tills han 1991 bytte klubb till Uppsala-Näs IK. Nathalie Björn och Filippa Angeldal har Vaksala SK som moderklubb.